# Henryk Machalski

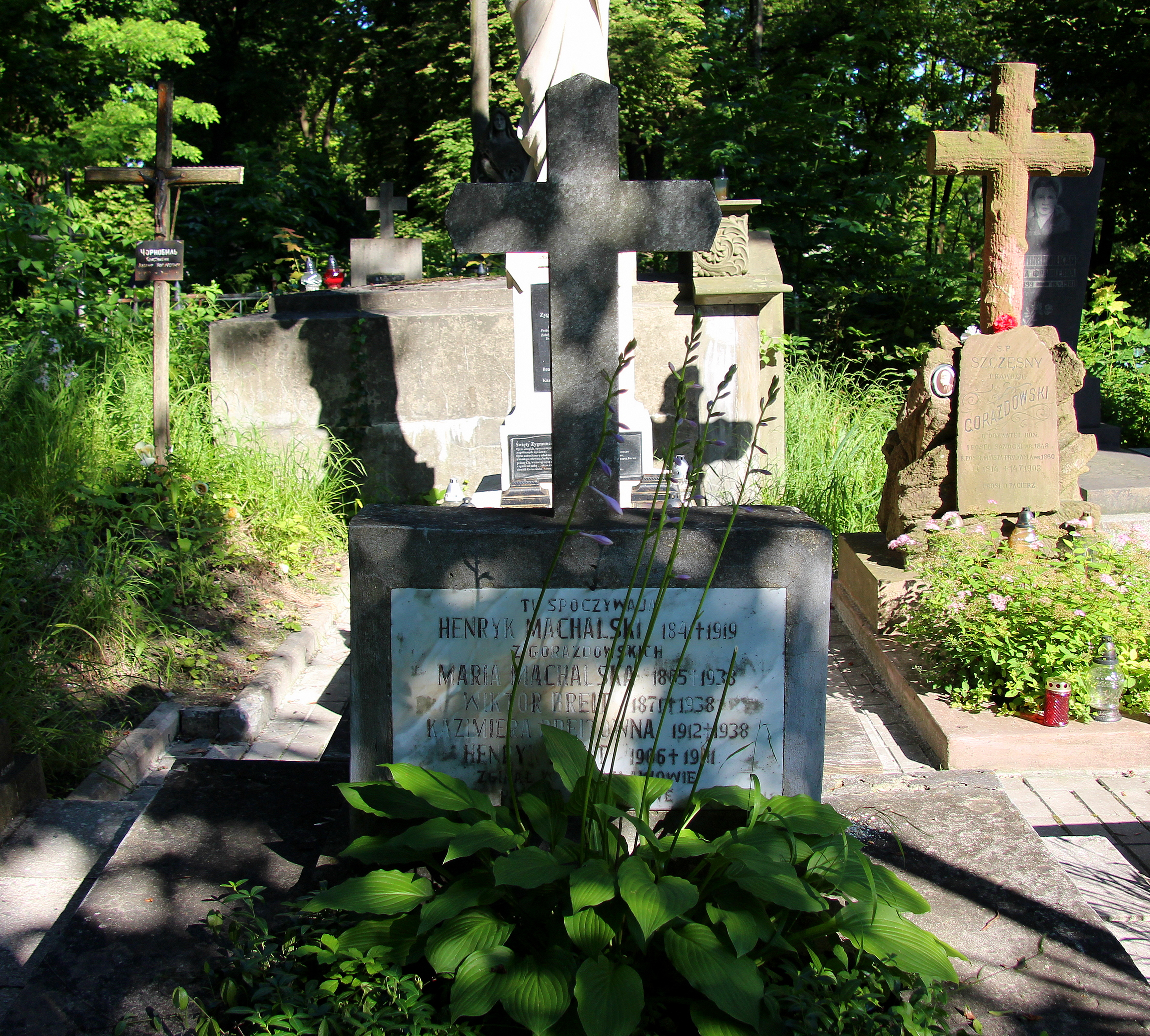
Grób Henryka Machalskiego na Cmentarzu Łyczakowskim we Lwowie

Henryk Machalski (ur. 25 grudnia 1835 w Jodłówce, zm. 19 lipca 1919 we Lwowie) – polski inżynier kolejowy i wynalazca.

## Życiorys
W latach 1856–1870 pracował na linii kolejowej Kraków-Wiedeń, następnie, aż do emerytury w roku 1893, na linii Lwów-Czerniowce-Jassy
Opracował węglowy mikrofon proszkowy, na który w 1879 otrzymał jeden z pierwszych na świecie patentów. Z wykorzystaniem tego mikrofonu skonstruował aparat telefoniczny własnego pomysłu, którego działanie zaprezentował 30 kwietnia 1881, transmitując do Lwowa dźwięk z odbywającego się w Żółkwi koncertu. Aparat Machalskiego został zainstalowany na linii kolejowej Lwów-Czerniowce. Szczegóły techniczne urządzenia autor opublikował w warszawskim „Przeglądzie Technicznym” i lwowskim „Czasopiśmie Technicznym”.
Za wynalazcę telefonu Machalskiego niekiedy był uznawany jego brat Maurycy, który opatentował urządzenie w Petersburgu.